# Rutulskije nowosti
Rutulskije Nowosti (ros. Рутульские новости, rutul. МыхаӀбишды цӀинды хабарбыр) – tygodnik wydawany w języku rutulskim i rosyjskim w Dagestanie, republice Federacji Rosyjskiej. Jest jedynym czasopismem na świecie wydawanym w języku rutulskim. 
„Rutulskije Nowosti” powstały w 1934 roku pod nazwą „Kyzył Czoban” („Krasnyj Czoban”, pol. Czerwony Pasterz). Artykuły powstawały w języku azerskim, powszechnie używanym przez Rutulów. W języku tym pisali dla „Kyzył Czobana” rutulscy poeci, Chazarczi Gadżijew oraz Dżamisab Sałarow.
W pierwszych latach istnienia gazeta pełniła przede wszystkim funkcję propagandową, promując przemiany społeczno-gospodarcze i kulturowe w rejonie rutulskim. Odnotowywano wydarzenia związane z ustanowieniem władzy radzieckiej, takie jak tworzenie szkół, elektrowni wodnej, pojawienie się ciągników, samochodów, radia czy telewizji.
Podczas II wojny światowej tygodnik informował o walce żołnierzy Armii Czerwonej, publikował ich listy, a także opisywał przypadki przekazywania osobistych oszczędności na budowę czołgów i samolotów. W tym okresie główne hasło „Kyzył Czobanu” brzmiało „Wszystko dla frontu, wszystko dla zwycięstwa” (ros. «Всё для фронта, всё для победы»). Krótko po zakończeniu konfliktu opisywano przede wszystkim odbudowę powojenną.
20 maja 1996 roku Rada Państwa Republiki Dagestanu wspólnie ze Zgromadzeniem Ludowym, rządem republiki i redaktorami nadała rutulskojęzycznemu wydaniu „Rutulskich Nowosti” statusu oficjalnej gazety Republiki Dagestanu. Tym samym tygodnik otrzymał finansowanie z budżetu republiki jako jedyne czasopismo wydawane w języku rutulskim. 30 kwietnia 1998 roku ukazał się pierwszy numer gazety stworzony komputerowo. W 2003 roku pożar strawił budynek redakcji, w wyniku czego zniszczeniu uległy wszystkie archiwalne wydania tygodnika.
Obecnie „Rutulskije Nowosti” wydawane są w językach rutulskim i rosyjskim oraz drukowane w stolicy Dagestanu, Machaczkale. Redaktorzy skupiają się na opisywaniu rozwoju społeczno-gospodarczego rejonu rutulskiego i całej republiki. Pełniącym obowiązki redaktora naczelnego jest Bajrambiek Magomiedow.